# Andrena uvulariae
Andrena uvulariae là một loài Hymenoptera trong họ Andrenidae. Loài này được Mitchell mô tả khoa học năm 1960.

## Hình ảnh

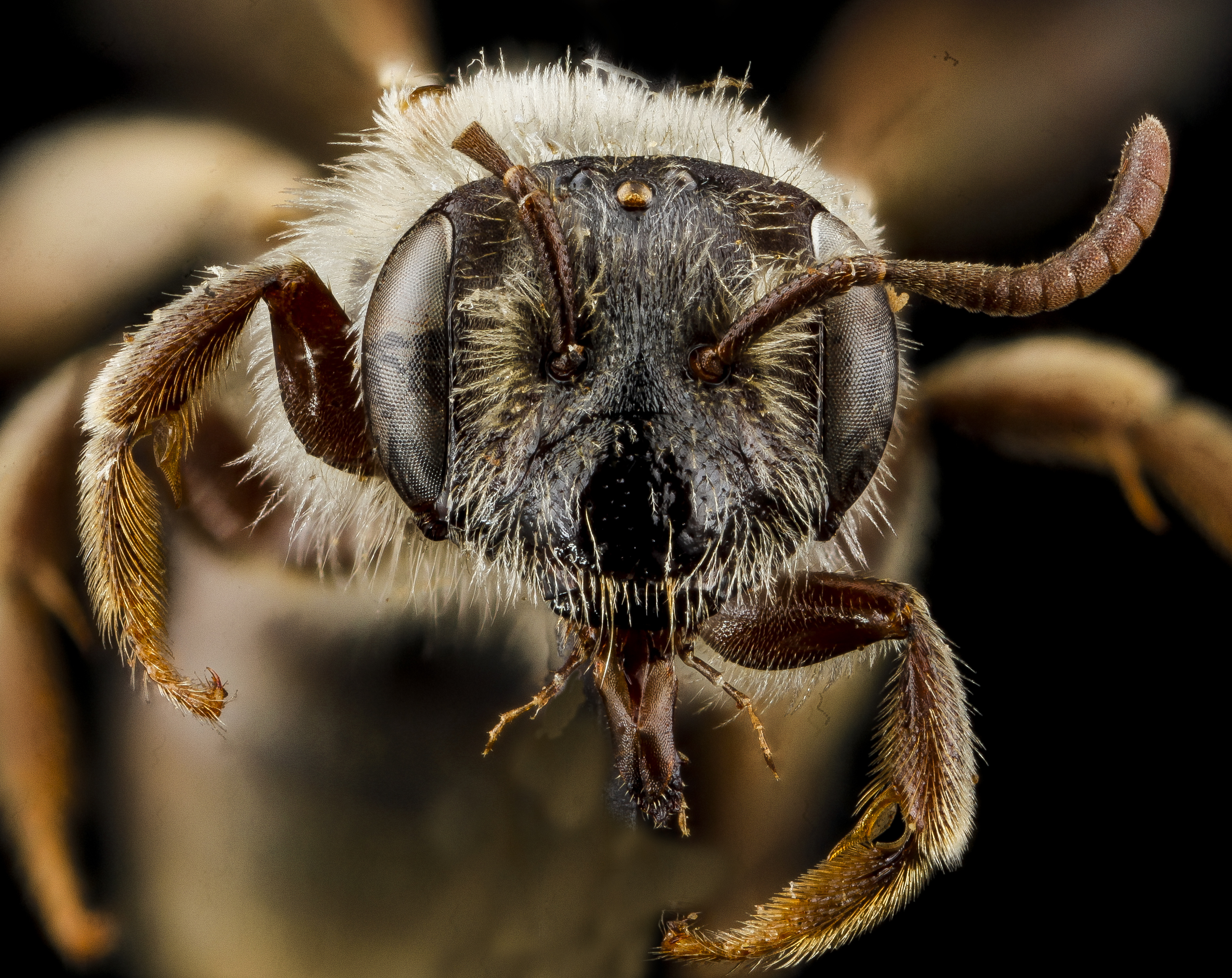
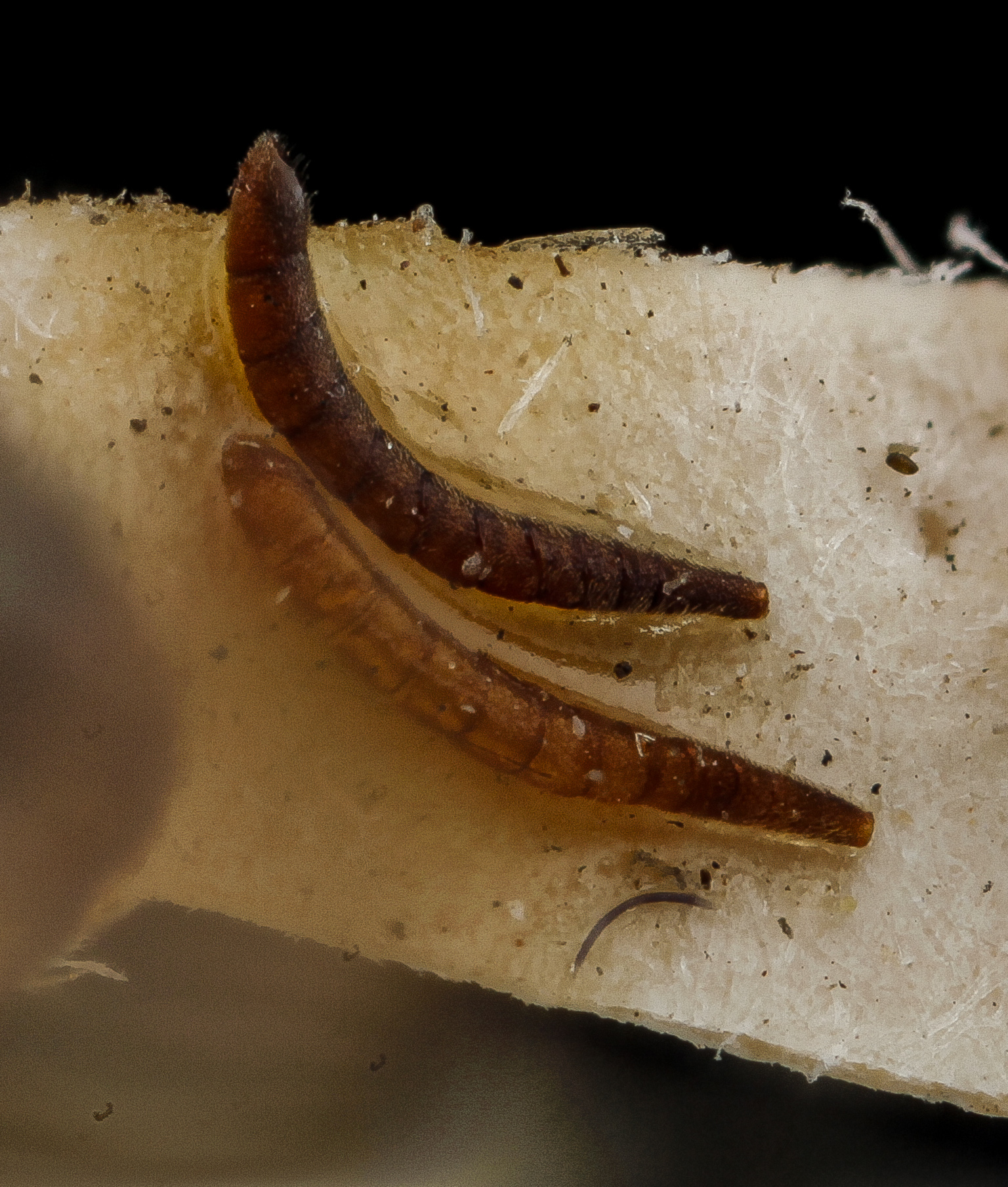
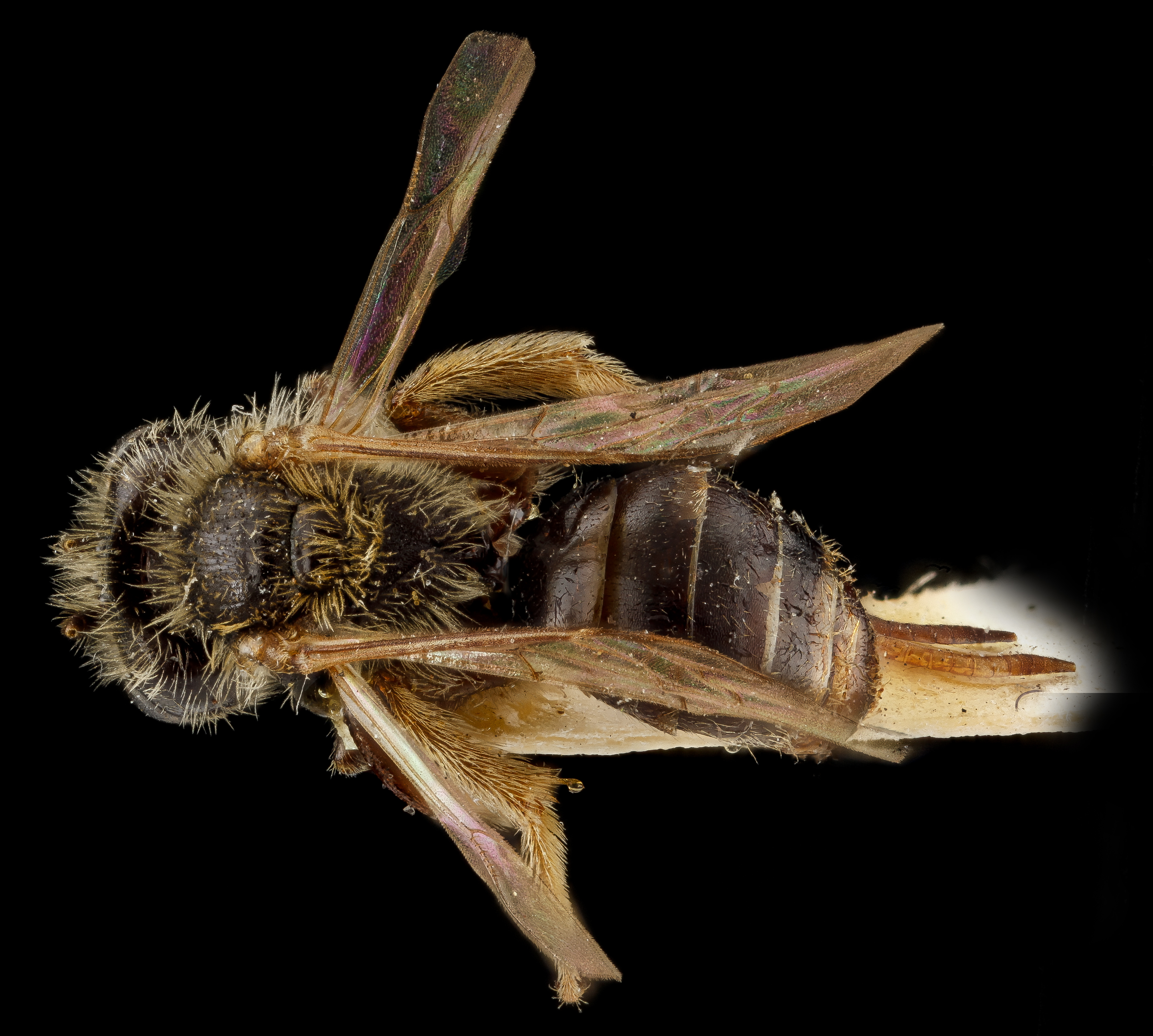
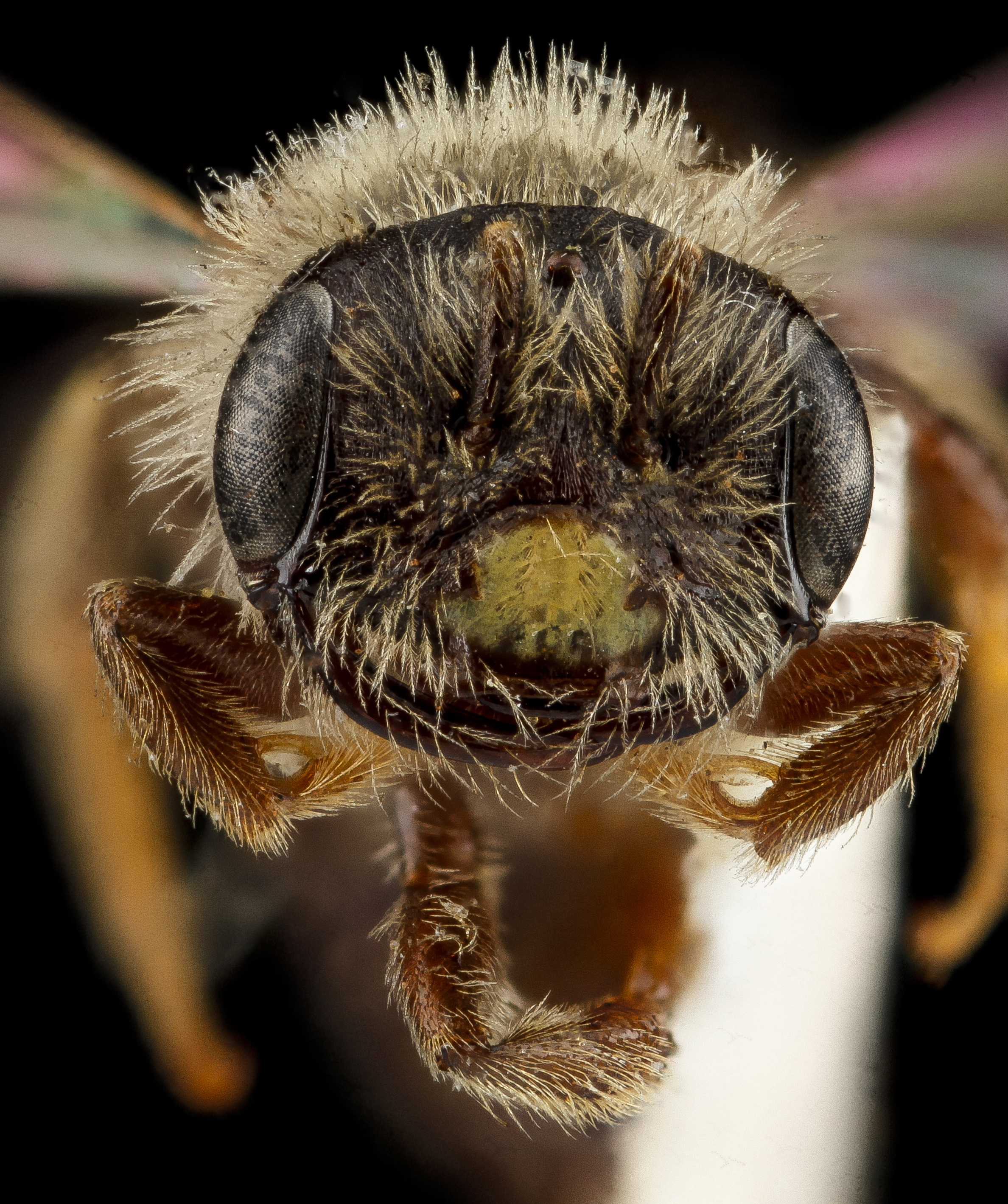